# Землеробство муїсків
Землеробство муїсків — одна з основних форм господарської діяльності в державах чибча-муїсків. Сформувалася як самостійна форма. Спочатку зазнала впливу культури Еррера.

## Умови
Народи муїсків мешкали на великій території, де був неоднорідний клімат, зі значною часткою гірської місцевості, високих скель та піків. Переважно чибча займали площі від 1800 до 4000 м над рівнем моря. Деякі поселення розташовувалися на рівні 5000 м. Ці кліматичні зони сильно розрізняються не лише за географією, але за різними умовами довкілля, ґрунту, води, вологості. Середня температура в цій області становить від 13 °С до 4 °C вночі та випадає опадів в середньому 800 мм, хоча у пустельній місцині Канделарія в Вальє-де-Лейва їх значно менше.
Міста й великі скупчення поселень розташовувалися на великих плато, у долинах, де була можливість швидко дістатися низин, у басейнах річок, особливо великих — Магдалена, Бояка і Кундинамарка. Особливістю цих міст є наявність двох сезонів дощів щороку, перший — з березня по травень, а другий — з вересня по листопад. У кожній долині та низині присутній свій специфічний мікроклімат, що обумовив характер господарювання чибча на землі.

## Обробка землі
В основі було терасове землеробство із застосуванням штучного зрошення. Водночас у них існували так званні підняті поля та звичайні поля у самих низинах, поблизу джерел прісної води.
Землеробство було виключно чоловічою роботою. Створення терас у чибча схоже на таку саму практику в інших андських народів. Цей метод дозволяв землеробам муїсків використати більше землі, піднімаючись поступово якомога вище в гори — до 4—5 тис. м над рівнем моря. При цьому застосовувався мультикультурний метод посіву, коли поруч з кукурудзою саджали бобові або гарбузи, що давало змогу насичувати принесений ґрунт природними азотистими добривами і водночас боротися зі шкідниками. Усе це дозволяло регулярно збирати чудові врожаї.
На середній висоті або в низинах чибча влаштовували піднесені (або м'які) поля (чичбча їх називали chucua), штучно зроблені довгі й вузькі земляні грядки або платформи, що нагадували чинампи ацтеків та такі ж самі поля у мая. При цьому способі землеробства вода не застоюється, а стікає канавками, що дає змогу зберігати цінну воду, не перенасичує нею ґрунт та коріння рослин й при цьому забезпечує поживними речовинами сільськогосподарські культури. Підняті поля розташовувалися на більш високих і сухих безлісних ділянках річкової долини, на деякому віддаленні від головного гирла. Такі поля здатні були давати величезні врожаї по кілька разів на рік і відрізнялися невичерпною родючістю. Зазвичай застосовувалося чибча в басейнах річок.
Займалися муїскі землеробством і на заплавах та болотистих місцях, які зміцнювали, приносячи туди родючий ґрунт. Такі поля називалися humedales. До них вели канали та кавчики, що забирали зайву воду.
Землероби перед посівом посипали землю товченою так званою «рожевою сіллю» (відома нині як сильвініт), насиченою калієм. Початок робіт визначали за допомогою календаря та за згодою жінок громади. Сівбою, обробкою полів, збиранням та зберіганням врожаю займалися чоловіки муїсків. Чибча починали готуватися до посіву в січні під час сухого сезону, посів усіх культур здійснювався в березні на початку сезону дощів, а збір врожаю маїсу зазвичай — наприкінці листопада та в грудні. Картоплю збирали двічі — у липні та грудні.

### Засоби
Технічне озброєння місцевих землеробів було доволі примітивним: землю обробляли дерев'яними мотиками (гуе), що нагадували за формою кирку, або дерев'яними лопатами (хіка).

## Культури
Основною сільськогосподарською культурою у чибча був маїс (кукурудза, aba). Це була найшанованіша рослина, оскільки забезпечувала існування всіх верств населення. Відповідно до досліджень археологів муїски стали вирощувати одомашнену кукурудзу близько II ст. до н. е. Виявлено щонайменше 13 сортів маїсу, які вирощували в доколоніальний період. Також були назви для кукурудзи за кольором та виглядом: білу називали fuquie pquihyza, чорну — chyscamuy, жовту — abtyba, червону — sasamuy, м'яку — phochuba. Про велике значення маїсу свідчить те, що у мові чибча часто назва кукурудзи і хліба позначається одним словом. Кукурудзу зберігали у вигляді зерна в спеціальних приміщеннях або мололи й сушили, заготовляли.
Другою за значимістю (особливо у нижчих верств населення) була картопля (yomas, відомо про 5 видів). Деякі сорти муїски розрізняли за кольором: жовта називалася tybaiomy, темна — funzaiomy, біла — xieiomyширока — gazaiomy, довга — quyiomy, велика — pquasiomy.
Чибча вирощували кіноа (знали 4—5 сортів — suba, pasca), квасолю (3 види), балуй або чачофруто та інші види бобових, арахіс (особливо в держава Ірака-Согамосо і Тунха), кабачки, перець (quybsa або овочевий, рокото, чилі, також розрізняли довгий перець — ají quybsa, великий — pquata quybsa, невеликий — agua quybsa, круглий — nymqua quybsa, жовтий — guapa quybsa), агава сорту піта, численні види гарбузів. Крім того, особливо піклувалися стосовно плантацій коки (hayo) та бавовнику. Втім останнього було доволі мало, тому бавовну доводилося завозити. В значні кількості відбувалося вирощування тютюну, найкращий був в державі Хунза.
Активно культивувалися також бульби, насамперед аракачу, юку (aro), маніок (yux-chuguas), ахіра (з роду канна — chisgua, rijua), батат (cumar), топінамбур, ульюко (chuguas), оку, настурцію бульбисту, якон (з родини айстрових — jiquima).
Чибча вирощували багато фруктів. Найпоширенішими були горлянкове дерево (родина біньйонієві), тамарільйо, гуаява, фізаліс перуанський (uchuva), ананас, папая, страстоцвіти а також ягоди, перед усім різні сорти лохини. Авокадо і анона (окрім черімої) вирощувалися у невеликих кількостях, зазвичай отримувалися в результаті торгівлі з мая та племенами сучасної Панима і Коста-Рики.
Маїс та кіноа вирощували переважно на терасах (від 800 до 5000 м над рівнем моря), бульби, кабачки, гарбузи, ягоди чибча — на піднятих полях (від 1800 до 3000 м над рівнем моря) або у зонах з помірним кліматом, а бавовник, коку і фрукти культивувалися на низьких висотах з теплим кліматом.
Окрім харчових потреб, вирощувалися для технічних цілей, медицини. Так, з плодів горлянкового дерева робилися інструменти, посуд, відвар його плодів застосовувався в лікувальних цілях; коку також інколи використовували як анестезію та під час збору маїсу.

## Садівництво
Значну частину поживних рослин звичайні члени громади вирощували у присадних ділянках, у більш заможних чибча, особливо у жерців, знаті та володарів існували великі сади. Тут вирощували численні фрукти та рослини (зокрема черімою), що необхідно було свіжими доставляти до столу.
Низку рослин чибча не культивували спеціально (гуама, луло, галінсога дрібноквіткова), а утворювали своєрідні лісові сади. Для цього огороджувалася значна територія, де були знайдені необхідні рослини або дерева (здебільшого останні), після цього встановлювався постійний контроль громади або слуг у заможних родинах. Останні повинні були доглядати, боротися зі шкідниками та збирати врожаї. Своєрідні плантації ягід муїски влаштовували високо в горах, де так само піклувалися, а згодом збирали дику гірську ожину (або мора), андську чорницю, декілька видів дикої малини (Rubus adenotrichos та Rubus glaucus).